# Phylloxylon xylophylloides
Phylloxylon xylophylloides é uma espécie vegetal da família Fabaceae.
Apenas pode ser encontrada no Madagáscar.